# تينغيز سولاكفليدزه
تينغيز سولاكفليدزه ، من مواليد 23 يوليو 1956، لاعب كرة قدم سوفيتي سابق.
لعب مع منتخب الاتحاد السوفيتي لكرة القدم.

## روابط خارجية
- تينغيز سولاكفليدزه على موقع الاتحاد الدولي (مؤرشف)  (الإنجليزية)
- تينغيز سولاكفليدزه على موقع الاتحاد الأوربي (الإنجليزية)
- تينغيز سولاكفليدزه على موقع قاعدة بيانات كرة القدم.إي يو (الإنجليزية)
- تينغيز سولاكفليدزه على موقع ناشيونال فوتبول تيمز (الإنجليزية)
- تينغيز سولاكفليدزه على موقع عالم كرة القدم.نت (الإنجليزية)
- تينغيز سولاكفليدزه على موقع اللجنة الأولمبية الدولية (الإنجليزية)
- تينغيز سولاكفليدزه على موقع أوليمبيديا (الإنجليزية)